# Clariana de Cardener
Clariana de Cardener es un municipio de Cataluña, en España. Perteneciente a la provincia de Lérida, en la comarca del Solsonés, está situado en el límite con la del Bages, a orillas del río Cardener. En su término municipal se encuentra el embalse de Sant Ponç. 

## Historia
En 1982 el municipio cambió su nombre oficial de Clariana por el de Clariana de Cardener.

## Demografía
Cuenta con una población de 161 habitantes (INE 2024).
| Gráfica de evolución demográfica de Clariana de Cardener entre 1842 y 2021 |
| |
| Población de derecho según los censos de población del INE Población de hecho según los censos de población del INEEn estos censos se denominaba Clariana: 1842, 1857, 1860, 1877, 1887, 1897, 1900, 1910, 1920, 1930, 1940, 1950, 1960, 1970 y 1981 Entre el censo de 1857 y el anterior, crece el término del municipio porque incorpora a 255202 (Joval) y 255275 (Ortoneda) |

Evolución demográfica
| 1900 | 1930 | 1950 | 1970 | 1981 | 1986 |
| ---- | ---- | ---- | ---- | ---- | ---- |
| 329  | 347  | 345  | 263  | 177  | 157  |

Entidades de población
| Entidades de población | Habitantes (2017) |
| ---------------------- | ----------------- |
| Clariana de Cardener   | 40                |
| Hortoneda              | 30                |
| Sant Just Joval        | 62                |
| Sant Ponç              | 13                |